# ネットのバカ
『ネットのバカ』とは、2013年7月13日に新潮社から出版された書籍。著者は中川淳一郎。レーベルは新潮新書。現代社会においてインターネットを利用する者にはバカが多いとのことであり、これを批判する書籍である。

## 内容
インターネットの利用によるバカの増加から日本国内に新たな階級が生まれてきているとのこと。インターネットというのは自身から情報を発信できる特徴があるが、この発信から自身の人生を狂わすこととなってしまったバカな者が増えているとのこと。他にインターネットサービスは課金をすることによってサービスが受けられるようになるものが多いが、この課金のサービスの中毒になることによって多額の金銭を失っているものが多いとのこと。これらのようなバカと呼ぶにふさわしい者が大部分を占めることとなっている現代のインターネットであるが、この中でどのような利用を行っていくべきなのか、そしてバカと呼ばれるような連中とはどのようにして距離を置くべきかなどが述べられている。